# Neuilly sa mère, sa mère !
Série
Neuilly sa mère !
(2009)
Pour plus de détails, voir Fiche technique et Distribution.
Neuilly sa mère, sa mère ! est un film français réalisé par Gabriel Julien-Laferrière, sorti en 2018. Il s'agit de la suite du film Neuilly sa mère !, sorti en 2009.

## Synopsis
En 2008, Sami Benboudaoud quittait la cité Maurice-Ravel à Châlon-sur-Saône pour habiter chez sa tante à Neuilly-sur-Seine.
Dix ans plus tard, il achève sans problème ses études de sciences politiques, mais son cousin Charles de Chazelle est dans une impasse : son camp politique est en échec et son père, à la suite d'un scandale financier, est ruiné, et doit quitter Neuilly. Les Chazelle trouvent à leur tour refuge chez leur cousin Sami, installé à la cité Picasso, à Nanterre, mais l'adaptation au franchissement de La Défense est pleine de rebondissements.

## Fiche technique
- Titre : Neuilly sa mère, sa mère !
- Titre international : Straight Outta Neuilly
- Réalisation : Gabriel Julien-Laferrière
- Scénario : Djamel Bensalah, Marc de Chauveron, et Isaac Sharry
- Décors : Alain Veissier
- Costumes : Cyril Fontaine
- Photographie : Baptiste Nicolaï
- Montage : Jean-François Elie et Vincent Trisolini
- Musique : Charlie Nguyen Kim
- Producteurs : Geneviève Lemal
- Sociétés de production : M6
- Société de distribution : SND
- Durée : 102 minutes
- Pays d'origine :  France
- Langue : français
- Dates de sortie : 
  - Belgique, France : 8 août 2018
  - Date de sortie DVD : 12 décembre 2018

## Distribution
Sauf indication contraire, les informations mentionnées dans cette section peuvent être confirmées par la base de données cinématographiques IMDb,  présente dans la section « Liens externes ».
- Samy Seghir : Sami Ben Boudaoud
- Jérémy Denisty : Charles de Chazelle
- Sophia Aram : Djamila de Chazelle
- Denis Podalydès : Stanislas de Chazelle
- Valérie Lemercier : Brigitte
- Joséphine Japy : Marie
- Booder : le chef de la cité Picasso de Nanterre, Abdelmalik dit « Malik »
- Steve Tran : le deuxième membre de la bande de Picasso, Tran
- Bayou Sarr : le troisième membre de la bande de Picasso, Sekou
- Julien Courbey : Youssef, le converti à l'islam.
- François-Xavier Demaison : le père Dinaro
- Fatsah Bouyahmed : Jean Dupont, candidat FN
- Sawsan Abès : France Dupont
- Éric Naggar : Langlois
- Alexandre Tacchino : Leonardo San Pellegrino
- Arnaud Montebourg : lui-même, prof à Sciences Po
- Charline Vanhoenacker : la juge Julia Berckenstein
- Chloé Coulloud : Caroline de Chazelle
- Farida Khelfa : Nadia Ben Boudaoud
- Élie Semoun : Bernard, l'huissier de justice
- Jackie Berroyer : Ricoeur
- Éric Dupond-Moretti : lui-même, l'avocat de Stanislas de Chazelle
- Laurent Gamelon : Patrick Daubra, candidat LR
- Josiane Balasko : Madame Michalot
- Biyouna : Fatima
- Hugo Philip : Peter
- Tom Villa : Louis Dussart
- Gladys Cohen : Dounia
- David Saracino : le forain
- Atmen Kelif : le syndicaliste
- Khalid Maadour : Slimane, le serveur du bar à chichas
- Wahid Bouzidi : Issa
- Gérard Miller : le médecin
- Karine Ventalon : la militante FN
- Frank Tapiro : l'examinateur
- Isabelle Moreau : elle-même
- Jean-Jacques Bourdin : lui-même
- Julien Dray : lui-même
- Pascal Praud : lui-même
- Yann Barthès : lui-même
- Michel Guidoni : voix de Nicolas Sarkozy
- Tracy Gotoas : Amaya

## Production

### Choix des interprètes
Tous les acteurs du premier film reprennent leurs rôles respectifs à l'exception de Rachida Brakni, qui est remplacée par Sophia Aram dans celui de Djamila.
Alexandre Tacchino jouait dans le premier film le rôle de Pierre-Walter Bonnard, dans celui-ci il reprend le rôle de Cyril Camu en Leonardo San Pellegrino.
Julien Courbey joue le rôle d'un autre personnage.
Seuls Mathieu Spinosi et Axel Boute, interprètes de deux des trois membres de la bande de Picasso, du précédent film sont absents.

### Lieux de tournage
Le film a été principalement tourné dans le 17e arrondissement de Paris et dans les Hauts-de-Seine, à Nanterre.
À Nanterre, les tournages se déroulent dans le quartier du parc sud, dans la cité des tours Aillaud et sur l'avenue Pablo-Picasso, dans le quartier du Centre, rue des Anciennes-Mairies, à la Villa les Tourelles et à la Salle des Fêtes, sur la place Gabriel-Péri, au parc nord, devant le Paris La Défense Arena puis dans le quartier du Vieux-Pont, boulevard National, dans la résidence du Vieux-Pont[réf. nécessaire].
Comme dans le premier opus, une demeure de la commune d'Évecquemont (Yvelines) sert à figurer l'hôtel particulier de la famille De Chazelle.

## Accueil

### Box-office
La suite de Neuilly sa mère !, sortie neuf ans après et du même réalisateur Gabriel Julien-Laferrière, réalise un meilleur départ avec 525 859 entrées contre 432 722 pour le premier film, qui avait lui-même finalement terminé son exploitation en France à 2,5 millions de spectateurs,.